# Nanchuu Koi wo Yatteruu YOU KNOW?
- なんちゅう恋をやってるぅ YOU KNOW? (Romaji: Nanchuu Koi wo Yatteruu YOU KNOW?, tên dịch ra tiếng Anh là What a Love I'm In, You Know?) là Single thứ bảy của nhóm Berryz Koubou thuộc Hello! Project. Nó được phát hành vào ngày 8, tháng 6, năm 2005 với nhãn hiệu PICCOLO TOWN và số Catalog PKCP-5053.
- Một bản Single V đã được phát hành vào ngày 22, tháng 6, năm 2005 với cùng nhãn hiệu và số Catalog PKBP-5031.

## Credit
- Sáng tác lời: Tsunku
- Dàn dựng: Hirata Shouichirou

## Danh sách bài hát trên CD
1. なんちゅう恋をやってるぅ YOU KNOW？ (Romanji: Nanchuu Koi wo Yatteruu YOU KNOW?)
2. 夢で　ドゥーアップ (Romanji: Yume de Do Up)
3. なんちゅう恋をやってるぅ YOU KNOW？ (Instrumental) (Nanchuu Koi wo Yatteruu YOU KNOW? (Bản nhạc khí))

## Danh sách bài hát trên Single V
1. なんちゅう恋をやってるぅ YOU KNOW？ (Romanji: Nanchuu Koi wo Yatteruu YOU KNOW?)
2. なんちゅう恋をやってるぅ YOU KNOW？ (Dance Shot Ver.) (Nanchuu Koi wo Yatteruu YOU KNOW? (Bản vũ đạo))
3. メイキング映像 (Quá trình dàn dựng)

## Những buổi biểu diễn trên truyền hình
- Ngày 05, tháng 06, năm 2005 Hello! Morning
- Ngày 10, tháng 06, năm 2005 Music Fighter

## Những buổi biểu diễn phối hợp
- Berryz Koubou Live Tour 2005 Shoka Hatsu Tandoku ~Marugoto~
- 2005nen Natsu W & Berryz Koubou Concert Tour "HIGH SCORE!"
- Berryz Koubou Live Tour 2005 Aki ~Switch ON!~
- Berryz Koubou Concert Tour 2006 Haru ~Nyoki Nyoki Champion!~
- Berryz Koubou Summer Concert Tour 2006 "Natsu Natsu! ~Anata wo Suki ni Naru Sangenzoku~"
- 2007 Sakura Mankai Berryz Koubou Live ~Kono Kandou wa Nidoto Nai Shunkan de Aru~
- Berryz Koubou Concert 2007 Haru ~Zoku Sakura Mankai Golden Week Hen~
- Berryz Koubou Concert Tour 2007 Natsu ~Welcome! Berryz Kyuuden~

## Bảng xếp hạng và doanh thu trênOricon
| T. Hai | T. Ba | T. Tư | T. Năm | T. Sáu | T. Bảy | C. Nhật | Xếp hạng trong tuần | Lợi nhuận hàng tuần |
| ------ | ----- | ----- | ------ | ------ | ------ | ------- | ------------------- | ------------------- |
| -      | 5     | 9     | 11     | 18     | 19     | 32      | 13                  | 17.787              |
| 40     | 46    | -     | -      | 48     | -      | -       | 62                  | 2.017               |

Tổng doanh thu: 19.804

## Liên kết khác
- Danh mục bài hát của Berryz Koubou từ UP-FRONT WORKS: CD Lưu trữ ngày 10 tháng 9 năm 2012 tại Wayback Machine, DVD Lưu trữ ngày 10 tháng 9 năm 2012 tại Wayback Machine
- Lời bài hát từ trang projecthello.com: Nanchuu Koi wo Yatteruu YOU KNOW?, Yume de Do Up
- Dịch lời bởi Kiwi Musume: What Kind Of Love Is This, You Know?
- Dịch lời bởi Megchan: Do Up in a Dream Lưu trữ ngày 10 tháng 3 năm 2008 tại Wayback Machine

### Đặt hàng tại
- CD: Amazon JP